# بيرند بروج
بيرند بروج (بالإنجليزية: Bernd Bruegge) (بالألمانية: Bernd Brügge) (من مواليد 1951) وهو عالم كمبيوتر ألماني، وأستاذ جامعي في جامعة ميونخ التقنية (TUM) ورئيس لهندسة البرمجيات التطبيقية. وهو أيضا أستاذ مساعد في جامعة كارنيغي ميلون (CMU) في بيتسبرغ.

## حياته
من مواليد عام 1951، حصل على درجة البكالوريوس في علوم الكمبيوتر في جامعة هامبورغ في عام 1978، ودرجة الماجستير في علوم الكمبيوتر من جامعة كارنيجي ميلون في عام 1982 ودرجة الدكتوراه في علوم الكمبيوتر من جامعة كارنيغي ميلون في عام 1985.
كان بروج أستاذا في جامعة ميونخ التقنية منذ عام 1997. من عام 2000 إلى عام 2003، كان عضوا في لجنة أبحاث دويتشه تيليكوم. وقد كان عضوًا في لجنة الأبحاث في منطقة ميونيخ (الألمانية: مونشنر كرايس)، وهي جمعية غير ربحية، منذ عام 2003 وعضو في المجلس الاستشاري العلمي لمنظمة CIO Colloquium منذ عام 2009. وهو أيضًا أستاذ الاتصال في المؤسسة الأكاديمية الوطنية الألمانية (بالألمانية: Studienstiftung des Deutschen Volkes).
حصل بيرند على العديد من الجوائز، مثل:
- بطل الدولة في مسابقة العلوم الشبابية الألمانية في الرياضيات / علوم الكمبيوتر (1972)
- المؤسسة الأكاديمية الألمانية الوطنية (1972-1978)
- حائز على منحة من المجتمع الوطني، وهي جمعية مقرها هامبورغ لترويج الفنون والتصنيع والتجارة (1975-1979)
- جائزة هيربرت سيمون التعليمية بجامعة كارنيجي ميلون (1985)

## أعماله
مجالات أبحاثه الرئيسية هي النمذجة والدلالات، والذكاء الحسابي والتعلم الآلي، وإدارة المعرفة والتمثيل، ودعم العمليات والعوامل البشرية، ونماذج العمليات والمنهجيات